# Transferium Renesse
Transferium Renesse is een busstation aan de zuidwestkant van het dorp Renesse, een badplaats op Schouwen-Duiveland. Het busstation is een belangrijk overstappunt voornamelijk in de zomer, wanneer er veel meer bussen rijden naar het busstation. Deze bussen bedienen naast omliggende dorpen ook het strand en de campings rond het dorp.  

## Lijnen
De streek- en schoolbussen die stoppen op het busstation worden uitgevoerd door Van Oeveren in opdracht van Connexxion, als onderdeel van de concessies Hoeksche Waard - Goeree-Overflakkee en Zeeland. De zomerlijnen (BeachHubs) worden uitgevoerd door Van Oeveren, deze nam de lijnen over van Taxi Centrale Renesse, die in februari 2020 failliet ging. 
| Lijn         | Dienstregeling | Halte     | Vervoerder               |
| BeachHubs    | BeachHubs | BeachHubs | BeachHubs                |
| ------------ | --- | --------- | ------------------------ |
| 1            | Renesse: Transferium - Hogezoom - Zeeuwse Stromen | B         | Van Oeveren              |
| 2            | Renesse: Transferium - Hoogenboomlaan - Watergat Strand | C         | Van Oeveren              |
| Streekbussen | |           |                          |
| 104          | Renesse - Ellemeet - Scharendijke - Ouddorp - Goedereede - Stellendam - Hellevoetsluis - Heenvliet - Geervliet - Spijkenisse | H         | Next (Connexxion)        |
| 133          | Middelburg - Sint Laurens - Serooskerke (V) - Vrouwenpolder - Kamperland - Neeltje Jans - Westenschouwen - Burgh - Haamstede - Renesse - Noordwelle - Serooskerke (S) - Zierikzee - Nieuwerkerk - Oosterland - Bruinisse - Oude-Tonge | I/J       | Van Oeveren (Connexxion) |
| Schoolbussen | |           |                          |
| 628          | Westenschouwen → Burgh → Haamstede → Renesse → Noordwelle → Serooskerke → Zierikzee Busstation - Zierikzee Sas - Colijnsplaat [→ Goes Omnium]/[- Goes Station - Goes Albert Joachimikade (- Goes Omnium)]                             | J         | Van Oeveren (Connexxion) |
| 633          | Zierikzee → Kerkwerve → Serooskerke → Noordwelle → Renesse → Haamstede → Westenschouwen → Neeltje Jans → Kamperland → Vrouwenpolder → Serooskerke → Sint Laurens → Middelburg → West-Souburg → Vlissingen                             | I/J       | Van Oeveren (Connexxion) |